# 喀喀喀喀
《喀喀喀喀》（韓語：킥킥킥킥）是韩国KBS 2TV自2025年2月5日至3月13日間播出的水木连续剧，该剧是KBS自《心靈的聲音》后时隔8年再次推出的情景喜剧，由《我們小區藝體能》《頭腦共助》的PD具成俊执导，池珍熙、李奎炯、白智媛、李敏宰主演。
臺灣由friDay影音獨家跟播。本劇收視低迷，並以0.3%的收視，創下韓國地上波電視劇最低收視紀錄。

## 剧情概要
该剧讲述过气的“千万演员”和曾经红极一时的综艺节目PD共同创办一家内容制作公司后发生的各种故事。

## 演员阵容

### 主要人物
- 池珍熙 饰演 池珍熙

过去曾是深受全国民喜爱的国民演员，也是征服综艺界的万能艺人。他出演的每一部作品收视率都会大爆，甚至还获得了“千万演员”的赞誉，不过那些都只是过去的荣耀罢了，现在他是内容制作公司“Kick Kick Kick Kick公司”的共同代表。
- 李奎炯 饰演 赵英植

“Kick Kick Kick Kick公司”的共同代表，曾是一位明星PD，经手的每一个节目都能引发轰动，职业生涯中制作的第一个综艺节目创下过当年的最高收视率，但因为某些丑闻告别了如日中天的全盛时期。
- 白智媛 饰演 白智媛

“Kick Kick Kick Kick公司”的员工專職治療師，过着极其平凡的生活，却突然进寺庙努力修行精神，她是一个有着不同寻常战绩的人。
- 李敏宰 饰演 李敏宰

“Kick Kick Kick Kick公司”职员，工作狂MZ世代的标本，兼具丰富的想象力和果断的决策力，野心勃勃却又沉稳且充满好奇心，甚至还拥有很强的专注力，是个堪称“骗子型”的存在。作为内容创作者，他具备了最适合的条件，不过在生平首次制作内容时尝到了惨痛的痛苦滋味，即便如此却仍不断挑战，最终仿佛命中注定般成为了他们中的一员。

### 其他人物
- 全惠妍 饰演 王組然，“Kick Kick Kick Kick公司”的创始成员之一，她因对国民演员池珍熙的喜爱而走上编剧之路，白天是综艺编剧，晚上则是成人网络小说编剧，过着双重的生活。[9]
- 全昭映 饰演 賈珠夏，拥有自由灵魂的三年资历综艺编剧，因一系列事件登上电视行业黑名单，在内容公司“Kick Kick Kick Kick”的诞生过程中发挥重要作用。[10]
- 金恩浩 饰演 姜泰浩，“Kick Kick Kick Kick公司”旗下的综艺PD，是一个计划40岁退休的“FIRE一族”，但却在迈向成功的途中遭遇了意想不到的变数。[11]
- 郑汉设 饰演 卢仁圣，“Kick Kick Kick Kick公司”职员，履歷上號稱擁有十種證照和精通十國語言。[12]
- 白善浩 饰演 李马克，兼具外貌、性格、身材和个人魅力的创作歌手。[13]
- 都建佑 饰演 马东植，錢多多的私人律师，他拥有韩、中、美三国律师资格证，头脑聪慧过人，同时凭借从头到脚的嘻哈时尚造型成为备受瞩目的律师。[14]

### 特别出演
- 李智元 饰演 希东，“Kick Kick Kick Kick公司”一层咖啡厅的兼职员工。[15]
- 金柱憲 饰演 錢多多，“Kick Kick Kick Kick公司”的神秘投资人。[16]
- 李壽根 饰演 童子，《你尽管问》节目主持人。[17]
- 徐章焄 饰演 仙女菩萨，《你尽管问》节目主持人。[17]
- 趙漢哲 饰演 贾珠荷的父亲[17]
- 徐慧原 饰演 “Kick Kick Kick Kick公司”员工征选节目参加者[17]
- 李镇赫 饰演 “Kick Kick Kick Kick公司”员工征选节目参加者[17]
- 奇恩世 饰演 呂宇蘭，玩弄趙英植與池珍熙感情的女演員[18]。
- 李河汩 飾演 金連環，露營者1號實為失憶的連環殺人犯。
- 方恩晶 飾演 露營者3號，實為刑警。
- 尹聖鎬 飾演 盧南誠，望海寺的的住持也是名Youtuber。
- 洪錫天 飾演 洪錫天，攝影師。

## 收視率
《喀喀喀喀》於2025年2月5日在韓國地上波KBS 2TV開播，首集取得2.1%的收視率，不僅低於前一檔《奇怪的她》的開播收視（3.9%），也是KBS自2024年復播水木劇以來，開播收視最低的水木劇。本劇連續5週收視下探，第4、6集以0.7%的收視，成為繼《快過來》（0.8%）、《由零開始愛上你》（0.9%）、《純情拳擊手》（0.9%）後，KBS第4部收視跌破1%的電視劇，也成為KBS收視最低的電視劇；第7集至第9集連續3集收視下跌至0.4%，成為韓國地上波史上收視最低的電視劇；第10集再創自身最低收視0.3%，最終第12集也以0.3%的收視率完結。
本劇收視也低於同時段播映的綜藝節目，包括綜合編成頻道的《Mr. Trot 3》（TV朝鮮）、《離婚熟慮營》（JTBC），以及同屬地上波的《環環相扣的老故事》（SBS）、《幫我找房子吧》（MBC）等，但高於有線電視KBS Joy同日播映的木曜劇《松理不Sorry》。
| 集數 | 播出日期      | 尼爾森收視率 | 尼爾森收視率 |
| 集數 | 播出日期      | 全國         | 首都圈       |
| ---- | ------------- | ------------ | ------------ |
| 1    | 2025年2月5日  | 2.1%         | —            |
| 2    | 2025年2月6日  | 1.0%         | 0.9%         |
| 3    | 2025年2月12日 | 1.2%         | —            |
| 4    | 2025年2月13日 | 0.7%         | —            |
| 5    | 2025年2月19日 | 1.0%         | —            |
| 6    | 2025年2月20日 | 0.7%         | —            |
| 7    | 2025年2月26日 | 0.4%         | —            |
| 8    | 2025年2月27日 | 0.4%         | —            |
| 9    | 2025年3月5日  | 0.4%         | —            |
| 10   | 2025年3月6日  | 0.3%         | —            |
| 11   | 2025年3月12日 | 0.4%         | —            |
| 12   | 2025年3月13日 | 0.3%         | —            |